# Шейх Абдурраззак аль-Бадр
Абдурраззак ибн Абдуль-Мухсин аль-Бадр, известный как шейх Абдурраззак аль-Бадр (араб. عبد الرزاق بن عبد المحسن‎; род. 16 апреля 1963 года, Эз-Зульфи, Саудовская Аравия) — саудовский религиозный деятель, исламский учëный-богослов, теолог, доктор наук по акиде, известный в исламском мире проповедник суннитского толка, преподаватель. Сын известного ученого-богослова шейха Абдуль-Мухсина аль-Аббада аль-Бадра.

## Биография
Абдурраззак ибн Абдуль-Мухсин родился по мусульманскому календарю 22.11.1382 году хиджры что соответствует 16 апреля 1963 года в городе Эз-Зульфи Саудовской Аравии, в настоящее время проживает в городе Медина.
Сын выдающегося учëного-хадисоведа (мухаддиса) Абдуль-Мухсина аль-Аббада.
Исламский учëный-богослов и проповедник суннитского направления ислама, известен прежде всего на Ближнем Востоке и в исламском мире в целом.
Учился в разных странах. Получал образование в области исламских наук, в частности по вопросам акиды. В свою очередь, некоторое время он преподавал студентам в Исламском университете Медины и в мечети пророка.
Абдурраззак является доктором наук по акиде, а также автором многих трудов, в частности, книг, где он разъясняет об акиде и нравственности.
Обучался у самых авторитетных и величайших исламских учëных-богословов современности, среди которых есть и его отец. Его самыми известными учителями является: его отец — выдающийся ученый шейх Абдуль-Мухсин аль-Аббад; выдающийся ученый Абдуль-Азиз ибн Баз; выдающийся ученый шейх Мухаммад ибн Салих аль-Усаймин; один из старейших ученых Медины шейх Али ибн Насыр аль-Факыхи и другие.
Шейх Абдурраззак также был знаком с известным исламским богословом современности аль-Альбани, который был знатоком хадисов и умер в 1999 году.
Один из самых известных шейхов Ахлю сунна валь джамаа современности, Салих аль-Фаузан, написал о нëм следующее:
Я прочитал опровержение шейха доктора Абдурраззака по этому вопросу и нашел его - вся хвала Аллаху - правильным, соответствующим поставленной цели, основанным на убедительных доводах в соответствии с манхаджем праведных предшественников из числа обладателей знания и проницательности. Как сказал имам Ахмад, да помилует его Аллах, в одной из проповедей: "Вся хвала Аллаху, Который определил для каждого времени тех обладателей знания, которые просвещают недальновидных, оживляют Книгой Аллаха почивших, отвергают от Книги Аллаха выдумки приверженцев ложных идей и толкования невежд...
Шейх Абдурраззак Аль-Бадр пишет о себе в одной из своих книг, изданной в начале 2000-х годов:
Мое объяснение этой книги является в основе уроками, которые я провел во время научной дауры в Медине. Группа братьев обратилась ко мне с предложением распечатать содержание аудиозаписей и оформить его в виде книги, чтобы польза была обширнее, а полезный эффект больше. И побудило меня к этому то, что не существует у этой книги изданного объяснения, при том что я признаю обладание малым количеством знаний, недостаток в понимании и свою непригодность для этого.

## Учители
- Абдуль-Мухсин аль-Аббад;
- Абдуль-Азиз ибн Баз;
- Мухаммад ибн Салих аль-Усаймин;
- Али ибн Насыр аль-Факыхи➤.